# Xuhui
Xuhui (en chino, 徐汇; pinyin, Xúhuì; léase Xi-Juéi)
es un distrito de la ciudad de Shanghái, República Popular China. Su área es de 54 km² y su población total para 2020 superó los 1,1 millones de habitantes.
El Distrito Xuhui se concentra en el área de Xujiahui (徐家汇). Lo que hoy es Xujiahui fue alguna vez propiedad del burócrata Xu Guangqi de la dinastía Ming y después donado a la Iglesia católica. Siendo el núcleo del catolicismo en Shanghái, el distrito de Xúhui formó, junto con el distrito de Luwan, la antigua Concesión Francesa de Shanghái. La influencia francesa aún se puede ver en la catedral de San Ignacio de Shanghái, el colegio Xúhui, el Observatorio de Xujiahui y algunos bulevares de estilo francés.
Partes del distrito de Xuhui de hoy alguna vez fueron los barrios residenciales de primera categoría de Shanghái. Después de la revolución, las grandes fincas cerca de Xújiahui se convirtieron en fábricas. En la década de 1990, el gobierno municipal de Shanghái ha ido desarrollado el barrio como una zona comercial. 

## Administración
Desde julio de 2020, el distrito de Xuhui se divide en 13 pueblos que se administran en 12 subdistritos y 1 poblados.

## Hermanamientos
- Benito Juárez, México[3]
- San Isidro, Argentina
- Kusatsu (1990)
- Izumisano (1994)